# Pascual Ruiz Huidobro
Pascual Ruiz Huidobro (Ourense, 1752 – Mendoza, marzo 1813) è stato un militare spagnolo del Vicereame del Río de la Plata, che combatté l'invasione britannica del Río de la Plata come governatore di Montevideo.

## Biografia
Ruiz Huidobro fece una lunga carriera militare nella marina spagnola, a Cadice ed in altri posti. Giunse a Río de la Plata con la spedizione del viceré Pedro Antonio de Cevallos nel 1777. Dopo aver servito in vari luoghi dell'America spagnola, raggiunse il grado di Teniente General de Marina. Nel 1803 fu nominato governatore civile e militare di Montevideo, e comandante della flotta locale. L'anno successivo, col nuovo viceré Rafael de Sobremonte, fu nominato capo ispettore delle truppe del vicereame, ovvero secondo in comando dell'esercito dopo il viceré.

### Le invasioni britanniche del 1806-1807
Sapendo che la flotta britannica stava per invadere, il viceré inviò molti uomini a Montevideo, che si pensava essere il centro focale dell'invasione. Invece gli inglesi sbarcarono nei press di Buenos Aires, dove incontrarono poca resistenza.
Ruiz Huidobro organizzò una spedizione per riconquistare Buenos Aires ma, quando fu pronto a partire, il capitano Liniers lo informò della nascita di una resistenza locale, e gli fu assegnato il comando di queste forze. Liniers combatté usando gli uomini di Montevideo e quelli della resistenza locale, riprendendo la città e mettendo fine alla prima invasione del 1806.
L'anno seguente gli inglesi tornarono per la seconda invasione, sbarcando a Maldonado per poi marciare su Montevideo. Ruiz Huidobro commise un grave errore di strategia non difendendo la città dall'interno delle mura fortificate, ed uscì per dare battaglia in campo aperto circondando la città, e fu sconfitto. Pochi giorni dopo la città cadde in mano ai britannici, ed egli fu fatto prigioniero e spedito in Inghilterra.
Quasi contemporaneamente, il cabildo di Buenos Aires decise di estromettere il viceré Sobremonte e di sostituirlo con il suo secondo in comando, Ruiz Huidobro. Essendo stato catturato perse però l'opportunità di diventare viceré.

### Ritorno al Río de la Plata
Con l'inizio dell'alleanza tra Gran Bretagna e Spagna fu liberato e tornò in madre patria. Durante la guerra d'indipendenza spagnola fu deputato nella giunta di governo della Galizia.
Quando si formò la giunta Suprema a Siviglia, seppe della defenestrazione di Sobremonte, e la stessa junta nominò Ruiz Huidobro come suo sostituto nel ruolo di vceré del Río de la Plata, ma all'arrivo nel Nuovo Mondo seppe che il cabildo lo aveva già sostituito con Liniers, il quale si rifiutò di lasciargli il comando. Dato che la sua nomina non era molto più ufficiale di quella di Liniers, accettò il compito di Ispettore delle Armi del Vicereame. Perse così la sua seconda opportunità.
Nel corso della rivoluzione del 1º gennaio 1809, dopo il fallimento dei primi tentativi di Martín de Álzaga, sostenne l'idea del vescovo Lué di sostituire Liniers con l'ufficiale pi anziano. Il candidato era Ruiz Huidobro, come anche Liniers riconobbe. La frettolosa ed improvvisa mossa del colonnello Cornelio Saavedra salvò il posto di Liniers.

### Rivoluzione di maggio
Sostenne la rivoluzione di Maggio e nel Cabildo Abierto del 22 maggio 1810 fu il secondo a parlare, subito dopo al vescovo Lué. Votò per la deposizione del viceré e per dare il controllo politico al cabildo fino alla restaurazione del potere reale in Spagna (quando il re fu deposto da Napoleone Bonaparte e sostituito col fratello Giuseppe Bonaparte a Madrid). Dato che il cabildo non poteva avere il comando militare, il nuovo candidato per quel ruolo era di nuovo Ruiz Huidobro. Dopo di lui parlò Saavedra, il quale propose una nuova forma di governo basata su una Junta, e fu questa mozione a vincere quel giorno. Per la quarta ed ultima volta perse la possibilità di diventare viceré.
Durante il governo della Primera Junta fu sollevato dal comando militare, essendo un sospetto a causa della sua nascita in Spagna. Nel 1812 il Primo triumvirato lo indagò in merito della cospirazione di Álzaga. Non fu processato, ma trovò più prudente spostarsi in Cile, dove pensò di offrire i propri servigi militari e l'esperienza acquisita al dittatore José Miguel Carrera. Il Secondo triumvirato lo nominò ambasciatore del governo in Cile. Non giunse mai a destinazione, morendo in viaggio nel marzo del 1813, quando si trovava a Mendoza.